# Cunctochrysa albolineata
Cunctochrysa albolineata là một loài côn trùng trong họ Chrysopidae thuộc bộ Neuroptera. Loài này được Killington miêu tả năm 1935.